# Sân bay Salalah
Sân bay Salalah (IATA:SLL, ICAO:OOSA) là sân bay lớn thứ hai của Vương quốc Hồi giáo Oman. Sân bay này nằm ở đồng bằng duyên hải Salalah, cách trung tâm Salalah 5,5 km về phía đông bắc. Sân bay này phục vụ các tuyến quốc nội nhưng trong mùa Khareef thì đón một số chuyến bay thuê bao từ các nước vùng vịnh. Hiện sân bay này đang được mở rộng và hiện đại hóa. Giai đoạn 1 sẽ hoàn thành vào tháng 11 năm 2011, chậm 1 năm do cơn bão Gonu, nhà ga mới có công suất 1 triệu khách mỗi năm. Khi hoàn thành hết công suất theo thiết kế thì sân bay này có công suất 10 triệu khách mỗi năm. Lưu trữ ngày 28 tháng 8 năm 2008 tại Wayback Machine
Năm 2007, sân bay này đã tăng trưởng về lượt khách và lượt chuyến. Lưu trữ ngày 9 tháng 5 năm 2013 tại Wayback Machine

## Các hãng hàng không và các tuyến điểm
- Air India
  - Air India Express (Calicut, Cochin)
- Gulf Air (Bahrain)
- Jazeera Airways (Dubai)
- Oman Air (Kuwait, Dubai, Muscat)
- Saudi Arabian Airlines (Dammam) seasonal